# Люзимер
Люзи́мер (от люзьнитны — раструсить что-либо) — вредоносный дух в мифологии коми, который заведует вихревыми потоками воздуха, воды. Зимой он ответственен за позёмку, а летом и осенью — размётом сена из стогов. Считалось, что действенным средством против Люзимера служит табак. Он переставал веселиться на лугу при произнесении этого слова.